# Denise Klecker
Denise Klecker (* 26. Januar 1972 in Mainz) ist eine deutsche Hockeyspielerin. Sie spielt in der Verteidigung. Sie war Goldmedaillengewinnerin bei den Olympischen Sommerspielen 2004 in Athen, wofür sie am 16. März 2005 mit dem Silbernen Lorbeerblatt ausgezeichnet wurde.

## Karriere
1985 vertrat Denise Klecker das erste Mal die deutschen Farben auf dem Kunstrasenplatz. Bis 1989 spielte sie für den TSV Schott Mainz, anschließend folgte der Wechsel als Innenverteidigerin zum Rüsselsheimer RK in die Bundesliga. Von der Jugend-Nationalmannschaft aus schaffte sie mit 18 Jahren den Sprung zu den Juniorinnen und kam dann 1995 endlich das erste offizielle Länderspiel mit der deutschen Hockeynationalmannschaft der Damen, wo sie als Strafeckenspezialistin des Teams galt. Seit 2006 trainiert sie die Hockey-Kinder des HV Schwenningen.
Denise Klecker ist Diplom-Pädagogin mit dem Schwerpunkt Sonderpädagogik.

## Größte sportliche Herausforderungen und Erfolge
- 1995 – Feldhockey-Europameisterschaft, Amstelveen (3. Platz)
- 1995 – Champions Trophy, Mar del Plata (4. Platz)
- 1997 – Champions Trophy, Berlin (2. Platz)
- 1998 – Women’s Indoor European Nations Cup, Orense (1. Platz)
- 1998 – Feldhockey-Weltmeisterschaft der Damen 1998, Utrecht (3. Platz)
- 1999 – European Nations Cup, Köln (2. Platz)
- 2000 – Olympia-Qualifikationsturnier, Milon Keynes (3. Platz)
- 2000 – Champions Trophy, Amstelveen (2. Platz)
- 2000 – Olympische Sommerspiele 2000, Sydney (7. Platz)
- 2002 – Women’s Indoor European Nations Cup, France (1. Platz)
- 2002 – Feldhockey-Weltmeisterschaft der Damen 2002, Perth (7. Platz)
- 2003 – Hallenhockey-Weltmeisterschaft, Leipzig (1. Platz)
- 2003 – Champions Challenge, Catania (1. Platz)
- 2003 – Feldhockey-Europameisterschaft, Barcelona (3. Platz)
- 2004 – Olympische Sommerspiele 2004, Athen (Gold)